# Solid South

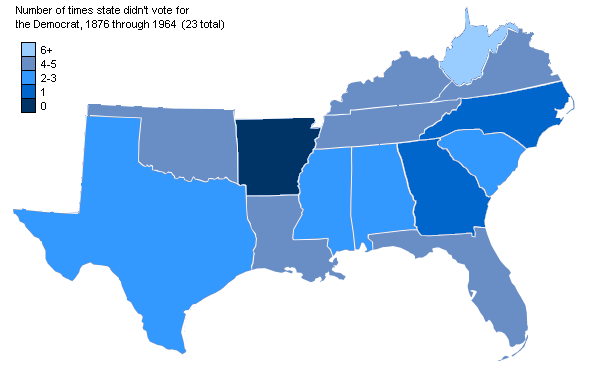
Mapa dos estados sulistas dos Estados Unidos, na qual é mostrado a quantidade de vezes em que um estado não votou em um candidato democrata à presidência de 1876 até 1964.

O Solid South (no português, Sul Sólido ou Sul Firme) foi uma expressão na política americana que se referia ao bloco eleitoral do Partido Democrata nos estados sulistas dos Estados Unidos que tradicionalmente apoiavam o partido a partir do fim da Guerra de Secessão. Este bloco eleitoral tornou-se predominante a partir do final da era da Reconstrução em 1877 e perdurou até a década de 1960. 
A hegemonização do Partido Democrata no Sul é refletida pelo contexto social, religioso e histórica na região, que era marcada desde o fim da Guerra de Secessão pela segregação racial, apoiada por vários políticos democratas brancos que incluiu o presidente Woodrow Wilson, os governadores John M. Patterson e George Wallace, e vários outros políticos e veteranos democratas brancos. As primárias brancas foram utilizadas pelos estados sulistas democratas para nomear um governador nos estados sulistas que seja branco, excluindo os negros de terem o direito de votar, isso perdurou até a década de 1920. 
A partir do início da década de 1960 marcada pelos movimentos dos direitos civis, a opinião do Partido Democrata em relação a segregação começou a ser debatida e dívida dentro do partido. O posicionamento democrata sobre os direitos civis definitivamente mudaria a partir da presidência de Lyndon Johnson, que assinou a Lei dos Direitos Civis de 1964, o que descontentou muitos sulistas brancos, que acabariam migrando para o Partido Republicano, muitos deles votando nas eleições de 1964 no candidato opositor a Johnson, Barry Goldwater.  